# Reserva nacional Sistema de Islas, Islotes y Puntas Guaneras
La reserva nacional Sistema de Islas, Islotes y Puntas Guaneras (RNSIIPG) es un área protegida del estado peruano que comprende 22 islas, islotes y grupos de islas además de 11 puntas a lo largo de la costa peruana desde Piura hasta Tacna. Tiene una extensión discontinua de 140 833,47 hectáreas.
La idea de su formación es para proteger las poblaciones de aves, y demás especies marinas, y promover el manejo sostenible de los recursos naturales (guano, peces e invertebrados marinos), y la investigación científica y educación ambiental.
El acceso a las diferentes islas e islotes es relativamente sencillo, al emplearse embarcaciones de reducido calado. La excepción son las islas Lobos de Tierra y Lobos de Afuera.

## Listado
De norte a sur comprende:
- Isla Lobos de Tierra;
- Islas Lobos de Afuera;
- Islas Macabí:
- Islas Guañape;
- Islas Chao;
- Islote Corcovado;
- Isla Santa;
- Punta Culebras;
- Punta La Litera;
- Punta Colorado;
- Islote Don Martín;
- Punta Salinas, Isla Huampanú e Isla Mazorca;
- Islotes Grupo de Pescadores;
- Islas Cavinzas e Islotes Palominos;
- Islas Pachacámac;
- Isla Asia;
- Islas Chincha;
- Islas Ballestas;
- Punta Lomitas;
- Punta San Juan;
- Punta Lomas;
- Punta Atico;
- Punta La Chira;
- Punta Hornillos;
- Punta Coles.